# LSI Corporation
LSI Corporation була американською компанією, розташованою в Сан-Хосе, Каліфорнія, яка розробляла напівпровідники та програмне забезпечення, які прискорюють зберігання та роботу в мережах у центрах обробки даних, мобільних мережах і клієнтських обчисленнях.
6 травня 2014 року LSI Corporation була придбана компанією Avago Technologies (тепер відома як Broadcom Inc.) за 6,6 мільярда доларів. У квітні 2014 року акціонери LSI проголосували за цю пропозицію, об'єднавши компанію з материнською та продовживши використовувати бренд LSI.

## Історія

### 1981—2004 роки
У 1981 році Вілфред Корріган, Білл О'Міра, Роб Вокер і Мітчелл «Мік» Бон заснували LSI під назвою LSI Logic Corporation у Мілпітасі, Каліфорнія. Вілфред Корріган обіймав посаду генерального директора з 1981 по 2005 рік. LSI спочатку фінансувався венчурними капіталістами, включаючи Sequoia Capital з 6 мільйонами доларів. У березні 1982 року другий етап фінансування приніс ще 16 мільйонів доларів. У травні 1983 року LSI Logic вийшла на біржу з Nasdaq і отримала найбільше IPO на сьогодні у 153 мільйони доларів.
У 1985 році організація створила спільне підприємство з Kawasaki Steel — третім за величиною виробником сталі в Японії — для будівництва заводу з виробництва пластин вартістю 100 мільйонів доларів у Цукубі, Японія.
У 1987 році, організація SEMATECH (Semiconductor Manufacturing Technology) була зареєстрована, частково в результаті Національного закону про спільні дослідження 1984 року, що зменшило потенційні антимонопольні зобов'язання дослідницьких об'єднаних підприємств. SEMATECH — це науково-дослідний консорціум для розвитку виробництва напівпровідників і мікросхем. LSI Logic була серед 14 членів-засновників, але вийшла з SEMATECH у січні 1992 року.
У липні 1991 року компанія LSI уклала угоду з Японською компанією Sanyo Electric щодо виготовлення набору мікросхем, які перетворюють сигнал HDTV у телевізійне зображення.
У 1992 році LSI Logic розпочала розробку своєї технології CoreWare. У 1993 році компанія Sony Computer Entertainment обрала LSI Logic як свого партнера по ASIC, якій було доручено розробити процесор PlayStation який працюватиме на одному чіпі. CoreWare від LSI міг це зробити, тоді як інші пропозиції, зроблені Sony, потребували двох чіпів. Sony також працювала з інженерами LSI над розробкою графічного процесора, контролера DMA, контролерів вводу/виводу та шини.
У 1995 році LSI Logic придбала решту акцій її канадської дочірньої компанії, що становило 45 %. У 1997 році LSI придбала компанію Mint Technology, що надає інженерні послуги. У серпні 1998 року компанія купила Symbios Logic у Hyundai Electronic за 760 мільйонів доларів готівкою. У лютому 1999 року LSI придбала Seeq Technology, додавши технологію Ethernet до лінійки продуктів LSI. У травні 2000 року LSI придбала IntraServer, яка мала швидко зростальну клієнтську базу, за 70 мільйонів доларів, сподіваючись додати її, до власної бази LSI.

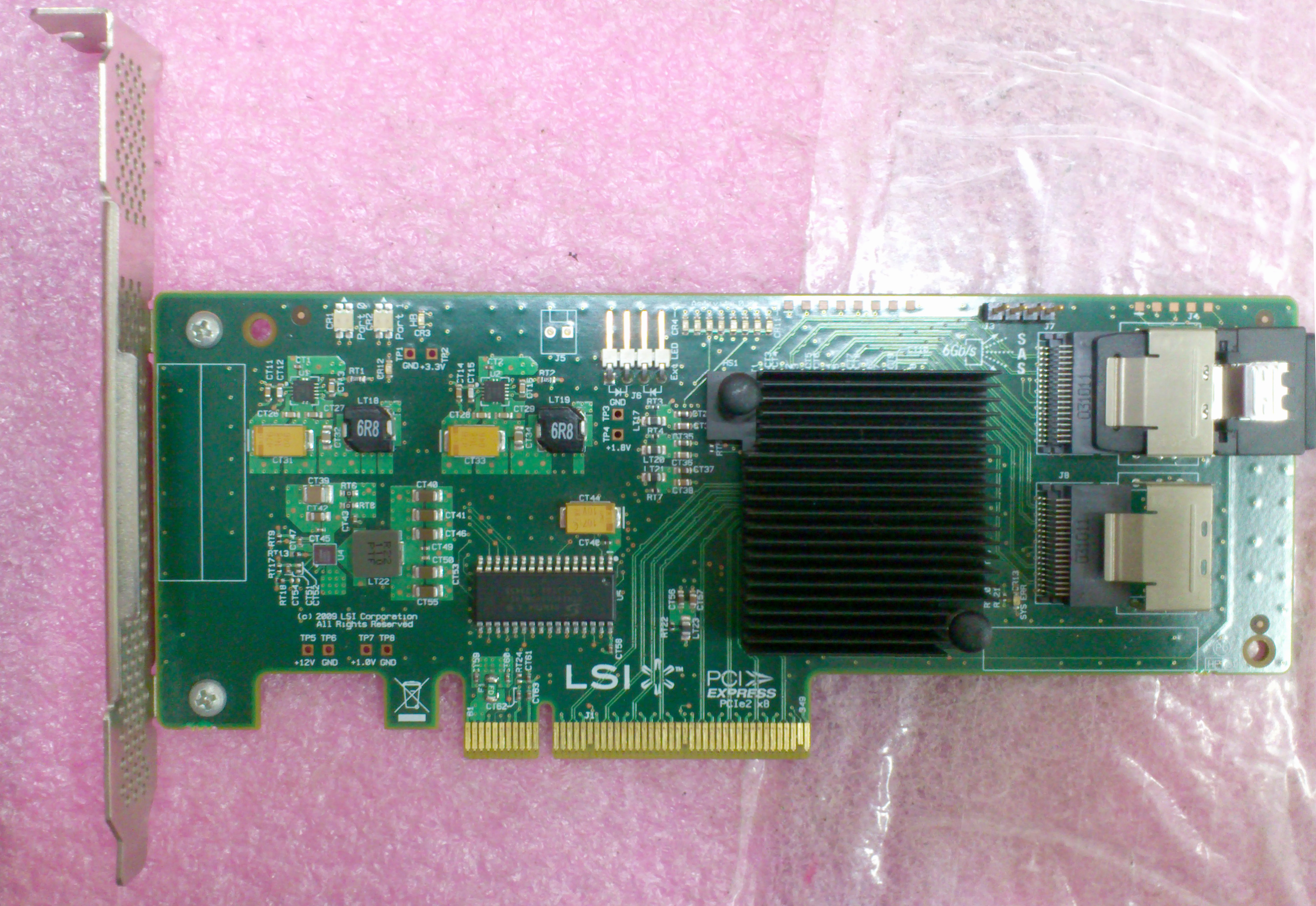
Хост-адаптер LSI 9211-8i

У листопаді 2000 року LSI придбала Syntax Systems, а в серпні 2001 року компанії об'єдналися в LSI Logic Storage Systems, а пізніше в Engenio Information Technologies. У березні 2001 року компанія LSI придбала C-Cube за 878 мільйонів доларів США. У тому ж кварталі LSI представила Gflx, гнучкий технічний процес. У вересні 2001 року компанія LSI придбала підрозділ RAID-адаптерів у American Megatrends за 221 мільйон доларів. У рамках цієї угоди компанія LSI отримала інтелектуальну власність на програмне забезпечення MegaRAID від AMI, адаптери хост-шини та 200 співробітників RAID.
У січні 2002 року LSI і Storage Technology Corporation (StorageTek) об'єднались, що зробило StorageTek дистриб'ютором їхніх спільних продуктів зберігання даних. У серпні 2002 року LSI придбала Mylex у IBM, щоб розширити свої технології зберігання.
У листопаді 2003 року LSI продала свій завод у Цукубі, Японія, ROHM Company, Ltd.
Підрозділ Engenio LSI подав заявку на власне IPO у 2004 році, але відмовився від неї, посилаючись на несприятливі ринкові умови після вибуху бульбашки доткомів.

### 2005 дотепер

Логотип LSI Logic, який використовувався до злиття з Agere Systems і ребрендингу в 2007 році.

У 2005 році Абхі Талвалкар приєднався до компанії як генеральний директор, а також був призначений до ради директорів. До того, як приєднатися до LSI, Талвалкар був виконавчим директором корпорації Intel. Згодом він розпочав програму придбання та акціонування.
У жовтні 2005 року компанія LSI Logic відкрила центр проєктування та розробки напівпровідників у Дубайському інноваційному центрі мікроелектроніки Silicon Oasis (DSO).
У 2006 році LSI Logic продала компанію ON Semiconductor, проектно-виробниче підприємство в Грешемі, штат Орегон. У жовтні того ж року компанія домовилася про злиття всіх акцій з Agere Systems, вартістю близько 4 мільярдів доларів. У березні 2007 року LSI Logic придбала SiliconStor Inc., постачальника напівпровідників для корпоративних мереж зберігання, приблизно за 55 мільйонів доларів готівкою. У квітні 2007 року LSI Logic завершила злиття з Agere Systems Inc., яка раніше володіла LSI Mobility Products Group, і перейменувала компанію в LSI Corporation. Magnum Semiconductor Inc., відокремлений від Cirrus Logic Inc., придбав бізнес споживчих товарів LSI та 13 відсотків робочої сили LSI у липні 2007 року. Що включали системи під назвами DoMiNo та Zevio, та технологію C-Cube Microsystems. У серпні 2007 року компанія LSI підписала угоду з компанією STATS ChipPAC Ltd про продаж напівпровідникової компанії Pathumthani, Таїланд, і тестування за 100 мільйонів доларів. У жовтні 2007 року LSI придбала Tarari, виробника кремнію та програмного забезпечення, за 85 мільйонів доларів готівкою. Продукти Tarari інтегровані в організацію NSPG LSI. У жовтні 2007 року компанія LSI завершила продаж свого підрозділу Mobility Division, компанії Infineon Technologies AG (Мюнхен) за 450 мільйонів доларів готівкою. У рамках угоди приблизно 700 співробітників LSI перейшли до Infineon.
У липні 2009 року LSI погодилася придбати ONStor, Inc. за 25 мільйонів доларів. LSI включила ONStor до свого підрозділу зберігання Engenio, який є постачальником NAS. У квітні того ж року компанія LSI купила адаптер 3ware RAID у корпорації Applied Micro Circuits.
У березні 2011 року LSI оголосила про продаж свого бізнесу зовнішніх систем зберігання даних Engenio компанії NetApp за 480 мільйонів доларів готівкою. Продаж підрозділу Engenio, дохід якого у 2010 році склав 705 мільйонів доларів, завершився у травні.
У січні 2012 року LSI завершила придбання компанії SandForce, яка виробляла контролери флешпам'яті (за 370 мільйонів доларів, як повідомлялося в жовтні 2011 року). У квітні 2011 року компанія LSI почала виробляти власні карти PCIe для серверів центрів обробки даних, використовуючи чіпи контролерів флешпам'яті SandForce у своїй новій лінійці продуктів Nytro. Це включало три різні продукти: LSI Nytro WarpDrive Application Acceleration Cards, LSI Nytro XD Application Acceleration Storage Solution і LSI Nytro MegaRAID Application Acceleration Cards. LSI також представила програмне забезпечення Nytro Predictor, інструмент, який допомагає визначити, який продукт Nytro найкраще працює з якими програмами. На виставці технології SCSI Trade Association у травні 2012 року компанія LSI оголосила про прискорену продуктивність центру обробки даних за допомогою технології оптимізації пропускної здатності DataBolt. Нова технологія DataBolt представлена в лінійці продуктів, включаючи роз'єм Mini SAS HD.
У листопаді 2013 року LSI провела свій шостий Саміт із прискорених інновацій (AIS).
16 грудня 2013 року Avago Technologies (яку згодом придбала Broadcom Corp, а потім перейменувала себе на Broadcom LTD, а потім у 2018 році змінила назву на Broadcom Inc.) оголосила про придбання LSI Corporation за 6,6 мільярда доларів готівкою. Угода закрита 6 травня 2014 року.